# Stofkredsløb
Det er væsentligt at gøre sig klart, at stofkredsløbene er økologiske kredsløb, ikke mekaniske. Når man ser bort fra vandets kredsløb, drives og vedligeholdes de andre kredsløb af levende væsner i komplicerede og indbyrdes sammenflettede netværk.

## Alment om stofkredsløb
Drivkraften i kredsløbene er den energi, der optages i de økologiske netværk via fotosyntesen. Her omsættes fotoner til elektroner, der bliver brugt til opbygning af højkvalitetsenergi i form af kemiske bindinger i stoffet druesukker eller i de mangfoldige andre forbindelser, der opstår under organismernes stofskifte.
Mediet i kredsløbene er kulstofforbindelserne, idet organismernes motivation til at medvirke i kredsløbene ligger i at kunne udnytte disse forbindelser som fødekilde. Maden er netop mad, fordi den på den ene side rummer brugbar energi og på den anden side kan bruges som byggeelementer i stofskiftet.
Når stofferne indgår i kredsløb, skyldes det altså, at de er bygget ind i kulstofforbindelser. Så længe disse forbindelser kan bruges som føde af nogle organismer, vil de andre stoffer følges med kulstoffet og nå et skridt længere i kredsløbene.
Forholdene mellem de forskellige levende væsner går hånd i hånd med en vedvarende opblanding af mineralske og organiske stoffer, som optages af organismerne for at vedligeholde deres vækst, deres trivsel og deres formering og for til sidst at havne som ekskrementer. Disse vedvarende kredsløb kaldes geobiokemiske kredsløb. De sikrer en holdbar stabilitet i biosfæren (i det mindste, når man ser bort fra menneskelig indflydelse og ekstreme vejrforhold). Denne selvregulering, som støttes af negativ feedback i systemet, sikrer økosystemernes lange holdbarhed. Det kan vises ved de meget stabile mængder af de fleste grundstoffer i hvert økosystem.
Hele dette balanceforhold kalder man homøostase. Økosystemet har en tilbøjelighed til at nå en tilstand af ideel balance, der opstår efter en lang række af skiftende populationer, en succession. Tilstanden kaldes økosystemets klimaks, og på mange måder kan det ses som en stabil tilstand. I realiteten består stabiliteten dog snarere af en række forbundne, bevægelige balancer. F.eks. kan vandhullet blive til en lavmose, som kan blive til den højmose, der er klimaks på næringsfattig, våd bund.

## Stofkredsløb konkret
I meget konkret form gennemgår alle kredsløbene af følgende stationer:
- Græsningskæde
  - 1. trofiske niveau: autotrofe planter opbygger kulstofforbindelser
  - 2. trofiske niveau: heterotrofe planteædere æder plantemateriale
  - 3. trofiske niveau: heterotrofe rovdyr (af 1. orden) æder planteædere
  - 4. trofiske niveau: heterotrofe rovdyr (af 2. orden) æder rovdyr (af 1. orden)
- Nedbryderkæde
  - 2. trofiske niveau: heterotrofe nedbrydere æder dødt materiale (førne) fra græsningskæden
  - 3. trofiske niveau: heterotrofe rovdyr (af 1. orden) æder nedbrydere
  - 4. trofiske niveau: heterotrofe rovdyr (af 2. orden) æder rovdyr (af 1. orden)

Eksempel: Egeblade (planter) ædes af oldenborrer (planteædere), som ædes af råger (rovdyr af 1. orden), som ædes af mårer (rovdyr af 2. orden). Undervejs taber alle deltagerne forskelligt affald: blade, bark, rodspidser, huder, fjer og afføring, og før eller siden dør de.
I den situation er de blevet førne, som ædes af rådbakterier (nedbryder), der bliver ædt af amøber, som bliver ædt af regnorme. I den virkelige verden kan rovdyr fra græsningskæden (f.eks. råger) let finde på at æde rovdyr fra nedbryderkæden (her: regnorm), hvad der komplicerer, men ikke ændrer på billedet af et sluttet kredsløb.

## Stofkredsløb bundet til kulstof
Man kan beskrive stofkredsløbene lidt mere abstrakt ved at samle interessen om afhængigheden af kulstof:
- CO2 optages af planterne sammen med mineralske stoffer, og begge dele indbygges i planternes væv.
- kulstoffet vandrer sammen med mineralerne gennem græsningsfødekæden, hvor en hel del af kulstoffet tabes som CO2 under ånding. Samtidig opkoncentreres mineralindholdet.
- affald fra hele græsningskæden danner sammen med døde dyr og planter den førne, der er fødegrundlaget for nedbryderfødekæden
- kulstoffet vandrer – stadig sammen med mineralerne – gennem nedbryderfødekæden, hvor en hel del af kulstoffet tabes som CO2 under ånding. En del af mineralerne tabes fra fødekæden og optræder nu i opløst form i jordvandet
- tilbage ligger en rest i form af humus. Her er bundet en betydelig kulstofreserve sammen med store dele af mineralindholdet
- humus'en nedbrydes af bakterier i situationer med overskud af ammonium- eller nitration, og derved frigives den sidste del af kulstoffet som CO2 under ånding. På dette tidspunkt sker der en mineralisering (en frigivelse af mineraler), som betyder, at mineralerne vender tilbage til jordvandet i opløst form.

## Stofkredsløb for hvert stof isoleret
Det er mest almindeligt at se på hvert enkelt stofs kredsløb isoleret fra alt andet. På den måde kan man danne sig et klart billede af netop dette stofs vandring, men man mister ofte klarheden over drivkræfterne bag kredsløbet.
Se f.eks.:
- vandets kredsløb
- kulstofkredsløb
- kvælstofkredsløb
- fosforkredsløb
- svovlkredsløb

## Stofkredsløb og energistrøm
Som nævnt er det kemisk energi, bundet i de organiske kulstofforbindelser, der sætter fødekæderne i stand til at holde kredsløbene i gang. Når man interesserer sig for stofferne, glemmes det dog ofte, at energi er mindst lige så afgørende for livet.
I store træk følges energien med kulstoffet og den deltager derfor tilsyneladende i kredsløbene, men det er kun tilsyneladende. I realiteten tabes der energi fra kredsløbene, hver gang der tabes CO2 i forbindelse med ånding. Energien fragår som varme, og dette varmetab er så fast en konsekvens af alle livsprocesser, at man kan afsløre liv alene ved at opspore varmestråling.
Energien er underkastet entropi og vil altid tabes som varme. Derfor kan ikke blive tale om energikredsløb (se perpetuum mobile), men kun om energistrøm gennem systemerne. Da biosfæren modtager ny energi i form af solstråling i samme takt som den taber varme til verdensrummet, opleves energistrømmen dog i det daglige som et "kredsløb".
Globalt fordeles der energi, der modtages fra solen, som kredsløb i atmosfæren og i havene, se havstrømme, specielt den termohaline cirkulation.

## Eksterne links
- Byernes affalds-håndtering og nærings-stofkredsløb (Webside ikke længere tilgængelig)
- Uden bakterier dør vi alle sammen. Videnskab.dk
- Artikel om økologi i Pax leksikon (Webside ikke længere tilgængelig)
- Stofkredsløb og energistrømme. EMU.dk (Webside ikke længere tilgængelig)
- Stofkredsløb. Netleksikon.dk